# Wolfram Berger
Wolfram Berger né le 12 octobre 1945 à Graz est un acteur allemand.

## Filmographie
- 1976: L'Homme à tout faire
- 1977: Die Alpensaga
- 1978: Der Jagdgast
- 1981: Der richtige Mann
- 1982: Kottan ermittelt
- 1983: Akropolis Now
- 1985: Geheime Mission
- 1985: Drei gegen Drei
- 1987: Zabou
- 1988: Passe-passe
- 1989: Schneller als das Auge
- 1990: Der Tod zu Basel
- 1992: Tod der Engel
- 1996: Stille Wasser
- 1989: La Fiancée thaïlandaise (Gekauftes Glück)
- 1995: Auf Teufel komm raus
- 1996: Alle haben geschwiegen
- 1996: Cuba Libre
- 1997: Le Château (Das Schloß) (TV)
- 1998: Die Bräute
- 1998: Suzie Washington
- 1998: Die Beischlafdiebin
- 2001: Lenya, princesse guerrière (Lenya - Die größte Kriegerin aller Zeiten) (TV)
- 2001: Tatort – "Böses Blut"
- 2001: Zwölfeläuten
- 2001 : Amour secret (Stille Liebe) de Christoph Schaub
- 2002: In Liebe vereint
- 2002: Nick Knatterton – Der Film
- 2000–2008: Trautmann
- 2007: Tatort – Tödliche Habgier
- 2007: Darum
- 2011: SOKO Donau
- 2011: Bollywood dans les Alpes (Bollywood lässt Alpen glühen)
- 2011: Hinterland
- 2011: Plötzllich Fett
- 2013: Un secret bien enfoui (Tod in den Bergen) (TV)